# أحمد الطيب العلج
أحمد الطيب العلج (9 سبتمبر 1928 - 1 ديسمبر 2012 )، ممثل وزجال مغربي. تعددت مواهبه بين التأليف والشعر والتمثيل والزجل والمسرح، مهتم بالثقافة الشعبية والغناء طبقا للتربية الحليقية التي تلقاها في مسقط رأسه. ولد بمدينة فاس وتوفي بالرباط. وقد اشتغل موظفا بوزارة الأنباء، كما عمل رئيسا لمصلحة الفنون الشعبية بمسرح محمد الخامس بالرباط.
شارك أحمد الطيب العلج سنة 1960 في تدريب بمسرح الأمم بباريس. انضم إلى اتحاد كتاب المغرب سنة 1986. أحرز سنة 1973 جائزة المغرب في الآداب كما نال وسام الاستحقاق الفكري السوري سنة 1975.

## أعماله
ألف واقتبس مجموعة من النصوص المسرحية. وله الأعمال المسرحية المنشورة التالية:
- دعاء للقدس: مسرحية / مصطفى القباج وأحمد الطيب العلج، الرباط، 1980، 47 ص.
- بناء الوطن: مسرحية، الرباط، مسرح محمد الخامس، 1988، 59ص.
- السعد: مسرحية، الرباط، الجمعية المغربية للتأليف والترجمة والنشر، 1986، 190ص.
- جحا وشجرة التفاح: مسرحية، طنجة، منشورات شراع، سلسلة إبداع.

## وفاته
توفي في وقت متأخر من يوم السبت 01 ديسمبر 2012 بالرباط عن عمر يناهز 84 سنة ووري جثمانه الثرى في مقبرة العبدلاويون بمسقط رأسه بفاس حسب وصيته رحمه الله. وبرحيل الفنان والزجال أحمد الطيب لعلج تفقد الساحة الفنية والأدبية أحد رموزها الكبار الذين برعوا في عدة مجالات من تأليف مسرحي وتمثيل وشعر وزجل.

## روابط خارجية
- أحمد الطيب العلج على موقع قاعدة بيانات الأفلام العربية
- أحمد الطيب العلج على موقع ديسكوغز (الإنجليزية)